# Jean de Pérouse
Jean de Pérouse, né à Pérouse, Ombrie, alors possession des États pontificaux  et mort à Valence (Espagne), alors possession pour quelques années encore des Almohades le 29 août 1227 ou 1228 ou 1231, est un franciscain italien du XVIIIe siècle mort martyr. 

## Biographie
Membre de l'ordre franciscain il est envoyé en Espagne par François d'Assise lui-même en 1217 pour renforcer la mission franciscaine en Aragon conduite par Bernard de Quintavalle. Il est membre du couvent de Teruel lorsqu'en 1220 il est envoyé avec le frère Pierre de Sassoferrato à Valence, alors en terre d'islam, pour soutenir la foi des esclaves chrétiens de la ville. Profondément ennuyé par le prosélytisme des missionnaires et dans un contexte de fin de règne, le gouverneur local Zayd Abu Zayd dont l'histoire voudra qu'il se convertira au catholicisme après la conquête de la ville les fit emprisonner et exécuter pour l'exemple par décapitation sur la place publique un 29 août. 
Les corps des martyrs furent rachetés par des chrétiens peu avant la prise définitive de la ville par Jacques Ier d'Aragon (qui eut lieu en 1238) et furent déposés dans l'église du couvent de Teruel, église dans laquelle les reliques sont toujours exposées.

## Vénération
Jean de Pérouse fut béatifié le 30 janvier 1705 par le pape Clément XI. Il est fêté avec Pierre de Sassoferrato le 29 août,.